# Isaak Hirsch (Schriftsteller)
Isaak Hirsch (auch: Isak oder Isaac Hirsch, Pseudonym Naftali oder Naphtali Simon sowie Paganus; geboren 14. April 1836 in Oldenburg (Oldb); gestorben 6. Dezember 1899 in Hannover) war ein deutscher Kaufmann, Journalist und Schriftsteller. Er galt als einer der wenigen Vertreter der jüdischen Orthodoxie in Hannover.

## Leben

### Familie

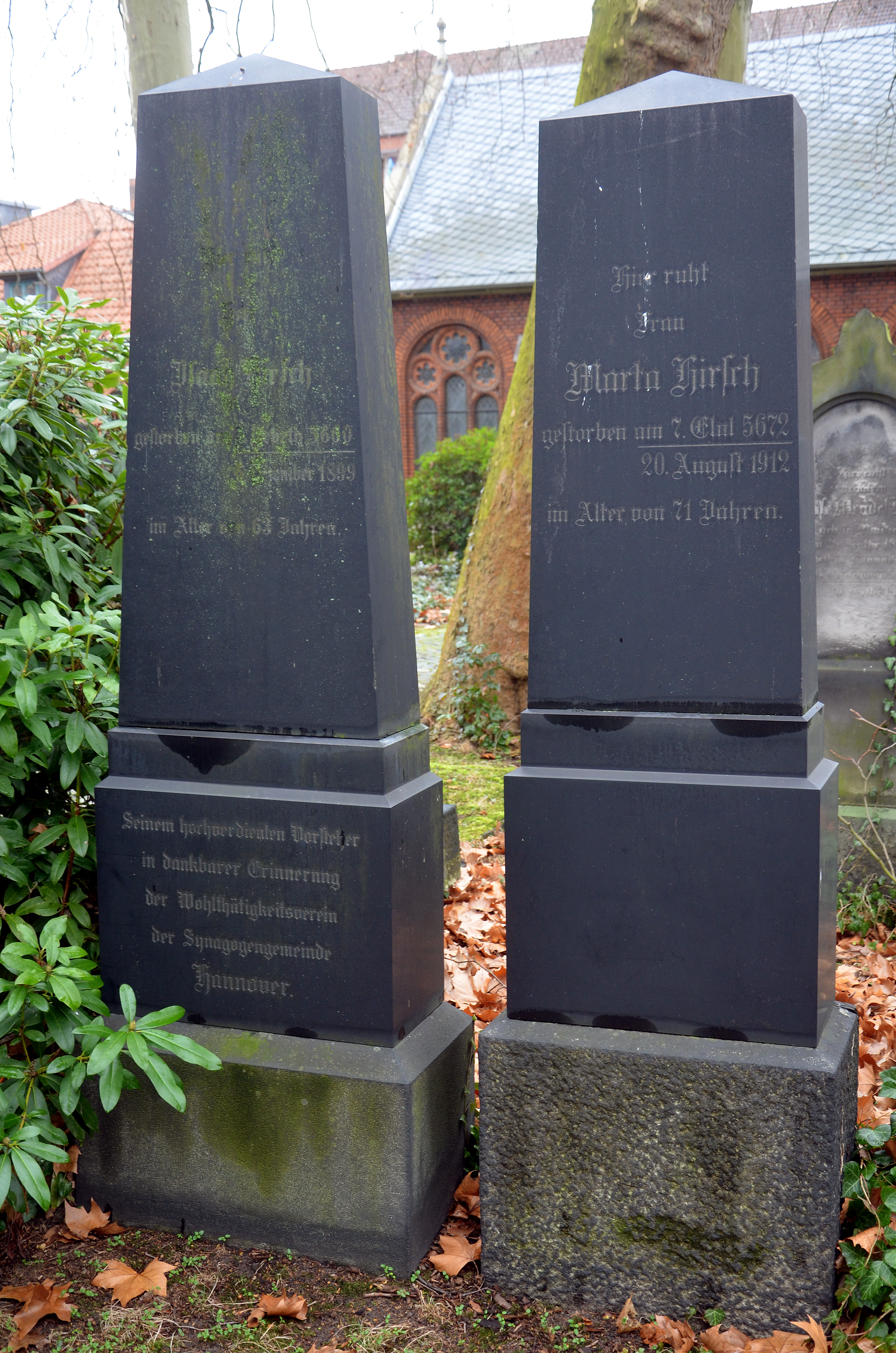
Grabmäler von Isaac Hirsch, „[...] dem hochverdienten Vorsteher in dankbarer Erinnerung“ vom Wohltätigkeitsverein der Synagogengemeinde Hannover gewidmet, und dessen Ehefrau Martha (gestorben am 20. August 1912) auf dem Jüdischen Friedhof An der Strangriede

Isaak Hirsch entstammte einer jüdischen Familie und war ein Sohn des Rabbiners Samson Raphael Hirsch (1808–1888) und der Johanna (1806–1882), Tochter des Kaufmannes Markus (Mordechai) Juedel in Braunschweig und der Sarchen Itzig. Zu seinen neun Geschwistern zählten der Pädagoge Mendel Hirsch, der Frankfurter Rechtsanwalt und Notar Naphtali Hirsch (1844–1903) sowie die Schriftstellerin Sara Hirsch, verheiratete Guggenheimer (Pseudonym Friedrich Rott).
Isaak Hirsch war ein Onkel der Frankfurter Ärztin Rahel Hirsch (1870–1953). Seine Ehefrau Martha Kohn gebar den in Hannover tätigen Sanitätsrat Salomon Hirsch (1866–1916), den Vater des Schriftstellers Karl Jakob Hirsch.

### Werdegang
Geboren in der Residenzstadt des Großherzogtums Oldenburg, lebte Isaak Hirsch zu Beginn der Industrialisierung in den Jahren 1841 bis 1847 mit seiner Familie in Emden.
Hirsch wirkte als Kaufmann in Wien und Frankfurt am Main, bevor er, noch als Jugendlicher,  1855 in die Residenzstadt des Königreichs Hannover übersiedelte, wo er im selben Jahr in das Geschäftshaus von Simon, May & Co. in Hannover eintrat. Einige Jahre später begründete er 1861 sein eigenes Geschäft. Laut dem Adreßbuch der Königlichen Residenz-Stadt Hannover von 1868 hatte der Assistent Isaak Hirsch seinen Sitz seinerzeit in der damaligen Seilwinderstraße 13.
In der Gründerzeit des Deutschen Kaiserreichs zog sich Isaak Hirsch 1879 aus dem aktiven Geschäftsleben zurück und begann, sich vermehrt literarisch sowie in Angelegenheiten der jüdischen Gemeinde Hannovers zu betätigen. Ende der 1880er Jahre wurde er Mitglied des Vorstands der Synagogengemeinde Hannover.
Issak Hirsch war von 1883 bis 1888 Herausgeber der in diesem Zeitraum wöchentlich erschienenen Zeitschrift Jeschurun, bevor diese 1889 in Der Israelit aufging.
1893 trat Hirsch mit seiner im Verlag von Manz & Lange in Linden erschienenen Schrift Verträgt sich die Talmud-Moral mit dem deutschen Staatsbürger-Recht? gegen antisemitische Agitation auf.

## Bestattung
Isaak Hirsch wurde am 8. Dezember 1899  auf dem Jüdischen Friedhof An der Strangriede zu Grabe getragen. Zu den sechs Rednern, die während der Bestattung eine später in einem Sonderdruck vervielfältigte Trauerrede hielten, zählten Isaak Hirschs Brüder Mendel und Julius, der Landrabbiner Selig Gronemann, der Rabbinatskandidat David Braunschweiger aus Berlin sowie der Seminardirektor Lesser Knoller. Diesen sechs Ansprachen wurde später zusätzlich eine von Gronemann am 31. Dezember des Jahres gehaltene Rede hinzugefügt, die anlässlich des Gedenktages für die Stiftung der Chewra Kadischa gehalten wurde, jener jüdischen hannoverschen Beerdigungsbruderschaft, in deren Geschichte sich Isaak Hirsch einen Ehrenplatz erwirkt hatte.
Die Grabstele des Kaufmanns und Schriftstellers Isaac Hirsch aus schwarzem Granit weist eine Inschrift des Wohltätigsvereins der Synagogengemeinde Hannover auf.

## Schriften (Auswahl)
- I. Hirsch: Die Walldorfer. Roman, Berlin, 1882
- I. Hirsch: Anna Pelzer, Roman, 252 Seiten, Hannover: H. Wasserkampf u. Co, 1890
- Isaac Hirsch: Verträgt sich die Talmud-Moral mit dem deutschen Staatsbürger-Recht?, drittes Tausend, Hannover-Linden: Verlag von Manz & Lange, 1893